# Stadion Międzynarodowy w Ammanie
Stadion Międzynarodowy w Ammanie (arab. ستاد عمان الدولي) – wielofunkcyjny stadion w Ammanie, stolicy Jordanii. Jego pojemność wynosi 25 000 widzów, co czyni go największym tego typu obiektem w kraju. Został otwarty w 1963 roku. Na stadionie odbyły się wszystkie spotkania piłkarskiego turnieju o Puchar Azji Zachodniej 2007, kobiecy Puchar Azji Zachodniej 2005 i 2007 oraz lekkoatletyczne Mistrzostwa Azji 2007.